# Kommunizm (zuidelijke Mary-oase)
Kommunizm (Turkmeens: Коммунизм) is een plaats in de provincie Mary in Turkmenistan. De plaats telt ongeveer 14.000 inwoners en heeft een oppervlakte van 5,5 km².